# Józef Tom

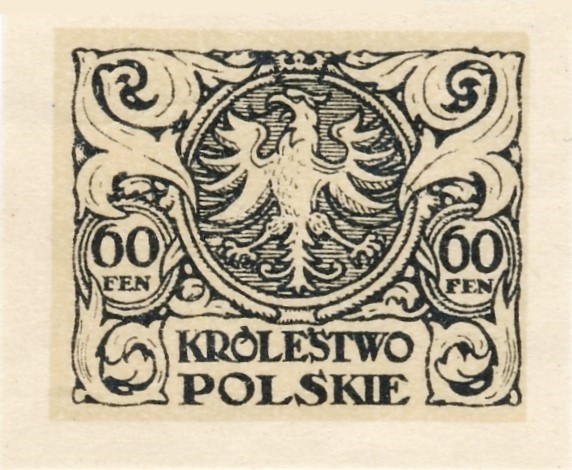
Projekt znaczka pocztowego autorstwa Józefa Toma, 1917

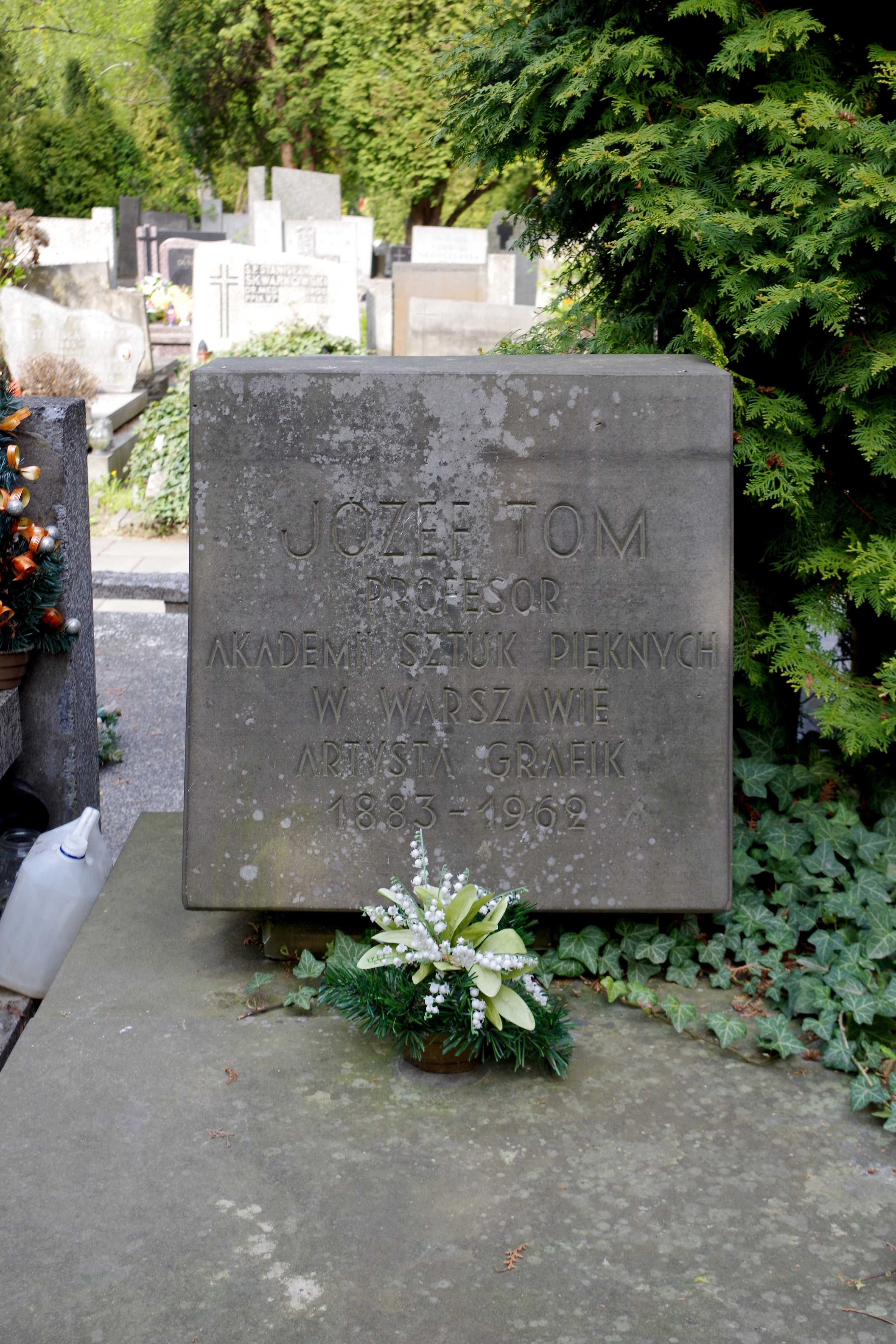
Grób Józefa Toma na Cmentarzu Wojskowym na Powązkach w Warszawie

Józef Tom (ur. 30 lipca 1883 w Warszawie, zm. 12 listopada 1962 tamże) – polski grafik, malarz i nauczyciel akademicki.

## Życiorys
Ukończył gimnazjum w Warszawie. Od 1907 do 1910 kształcił się u Edwarda Trojanowskiego w warszawskiej Szkole Sztuk Pięknych. W latach 1910–1912 i 1914 kontynuował naukę w Monachium i Berlinie w Kunstgewerbeschule, a w latach 1910–1913 przebywał w Londynie. W 1917 wziął udział w Konkursie na Marki Pocztowe Królestwa Polskiego. Zorganizowało go Warszawskie Towarzystwo Artystyczne, które uzyskało prawo do zakupienia wybranych prac i wykorzystania ich do wydania znaczków pocztowych zaraz po odzyskaniu niepodległości przez Polskę. Mimo że zgłosił na konkurs kilka swoich projektów, żaden nie został wybrany do późniejszej emisji.
W 1920 ochotniczo służył w Wojsku Polskim.
Był autorem pierwszych po odzyskaniu niepodległości projektów banknotów. Tworzył również plakaty, ekslibrisy, opracowania  graficzne książek i rzadziej znaczki pocztowe. Należał do Związku Zawodowego Polskich Artystów Plastyków, Stowarzyszenia Polskich Artystów Grafików „Ryt” oraz Koła Artystów Grafików Reklamowych (KAGR) przez cały okres jego istnienia (1933–1939). Wystawiał swoje prace w warszawskiej Zachęcie i Instytucie Propagandy Sztuki oraz na prowincji i za granicą. Często był jurorem w komisjach oceniających prace i przyznających nagrody na wystawach grafiki i malarstwa.
W latach 1950–1961 był wykładowcą w warszawskiej Akademii Sztuk Pięknych. W 1956 został profesorem. Rok później uhonorowano go benefisową wystawą grafik i rysunków, zorganizowaną z okazji 50-lecia jego pracy artystycznej. Jednocześnie zostały wydane plakat oraz katalog prezentujący jego twórczość i osobę.
Najczęściej stosowaną przez niego techniką była litografia. Interesowały go motywy architektoniczne. Jest projektantem herbu Otwocka. Był także twórcą pierwszego polskiego wystawowego medalu filatelistycznego, który został wybity dla laureatów Wszechpolskiej Wystawy Filatelistycznej, zorganizowanej w Warszawie w 1928.
Zmarł w Warszawie. Spoczął na Cmentarzu Wojskowym na Powązkach (kwatera IIB 30-2-10).

## Wybrana twórczość

### Akwarela
- Zamek Piastowski w Bolkowie, 1951

### Grafika
- Warszawa – Rynek Starego Miasta, 1917
- Kościół Bernardynów w Warszawie, 1920
- Warszawa – Kościół św. Anny o.o. Bernardynów, 1923
- Rynek w Kazimierzu nad Wisłą, 1923
- Teka autolitografii Warszawa dawniej i dziś, 1924, 1933, 1936, 1938
  - Warszawa
- Teka autolitografii Z miast i miasteczek polskich, 1930–1937
  - Rynek w małym miasteczku, 1930
  - Stare miasto, 1930
  - Studnia w Kazimierzu, 1930
  - Brama Grodzka w Lublinie, 1931
- Motyw z Łazienek, 1938
- Uliczka
- Rynek w Kazimierzu nad Wisłą, 1951
- Kolumna Zygmunta, 1951
- Warszawa w roku 1920, 1953

### Ekslibrisy
- Ex-libris Włodzimierza Egiersdorffa, 1924
- Ex-libris W. Polański, 1929
- Ex-libris Stanisława Jaworskiego, 1942
- Ex-libris Biblioteki im. Miłosza Składkowskiego • Państwowy Instytut Telekomunikacyjny
- Ex-libris Jana Rejsa
- Z biblioteczki Idy Kurczówny

### Znaczki pocztowe
- Królestwo Polskie – 10 fen, 1918 – projekt konkursowy[7]
- Królestwo Polskie – 60 fen, 1918 – projekt konkursowy[8]
- Królestwo Polskie – 60 fen, 1918 – projekt (wspólnie z Wacławem Husarskim)[2]
- 5 rocznica powstania w getcie warszawskim, 1948

## Ordery i odznaczenia
- Złoty Krzyż Zasługi, 16 grudnia 1949[9]
- Medal 10-lecia Polski Ludowej, 19 stycznia 1955[10]